# Западная провинция (Замбия)
Западная провинция (англ. Western Province) — одна из 10 провинций Замбии, включает в себя регион, ранее известный как Баротселенд. Административный центр — город Монгу.

## География
Площадь провинции составляет 126 386 км². Расположена главным образом в пойме реки Замбези, которая простирается от впадения в Замбези рек Кабомпо и Лунге-Бунго — на севере, до водопада Нгонье — на юге. С декабря до июнь долина затапливается, что является крайне важным для сельского хозяйства провинции и обеспечения водой населённых пунктов на окраинах долины. Вдали от Замбези и её притоков пейзаж составляют песчаные дюны, сухие травянистые равнины, сезонные болота и редколесья. Расположена на западе страны. Граничит с Северо-Западной провинцией на севере, с Центральной провинцией на северо-востоке, с Южной провинцией на востоке, с Намибией на юге и с Анголой на западе.

## Население
Население провинции по данным на 2010 год составляет 902 974 человека. Главная этническая группа провинции — лози, традиционно занимающийся разведением крупного рогатого скота.

## Административное деление

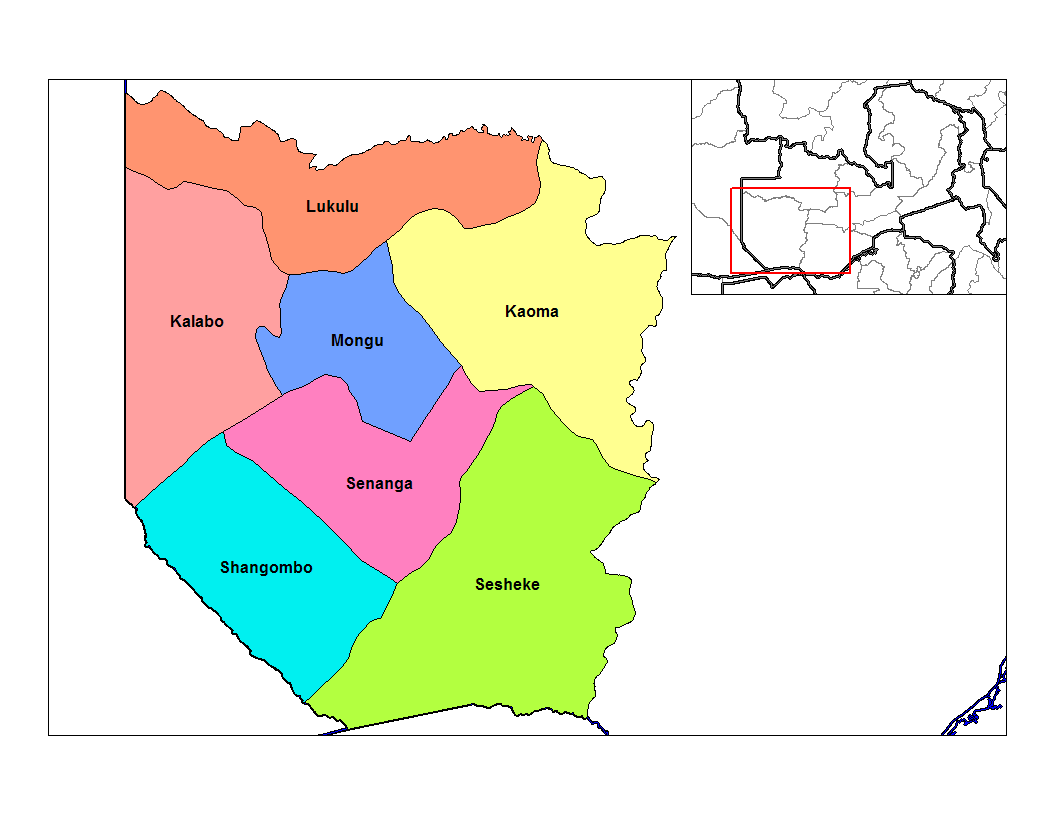
Районы Западной провинции

В административном отношении подразделяется на 7 районов:
- Калабо
- Каома
- Лукулу
- Монгу
- Сенанга
- Сешеке
- Шангомбо